# 7584 Ossietzky
7584 Ossietzky (1991 GK10) là một tiểu hành tinh vành đai chính được phát hiện ngày 9 tháng 4 năm 1991 bởi F. Borngen ở Tautenburg. Nó được đặt theo tên the German pacifist và 1935 Nobel Peace Prize winner Carl von Ossietzky.